# Catrine
Catrine est un village de l'East Ayrshire, en Écosse. C'était autrefois un site industriel où on travaillait le coton.

## Géographie
Le village est situé sur la rivière Ayr qui servait autrefois à faire tourner les moulins.
À un peu plus de 3 km au sud-est de Mauchline, il relève de la paroisse de Sorn.

## Transports
L'A76 (en) passe au sud-ouest de Catrine. 
Un embranchement de ligne de chemin de fer de Catrine (Glasgow & South Western Railways) a été l'un des derniers à être construits en Écosse au XXe siècle. La gare a ouvert en 1903. La ligne a fermé pour les passagers en 1943 et au transport de marchandises dans les années 1960.

## Histoire
Des vestiges datant de l'âge du fer ont été trouvés près de Ballochmyle,.

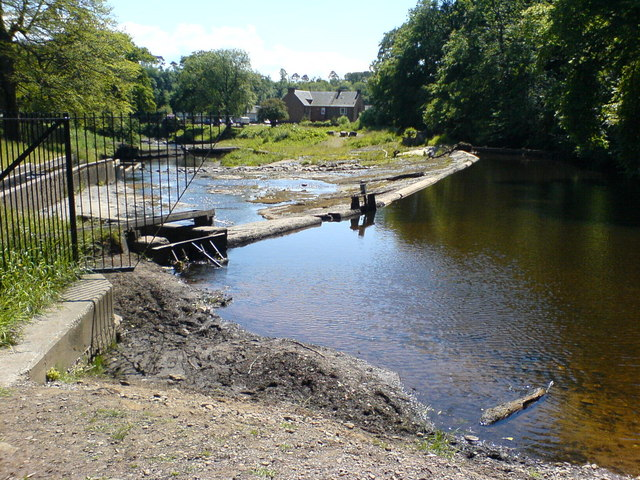
Retenue d'eau sur l'Ayr, pour alimenter les moulins.

Catrine a été construit autour d'un des premiers moulins à coton d'Écosse, en 1787, par Claud Alexander de Ballochmyle (qui avait fait fortune en Inde comme commissaire général), en partenariat avec David Dale. Un plan du village de Catrine de cette époque montre le hameau composé de onze constructions comprenant une forge et un moulin à farine.
En 1801, l'usine est achetée par James Finlay & Co., de Glasgow. En 1802, deux lochs artificiels, d'un demi km², sont creusés près de Muirkirk, à proximité du village de Glenbuck, pour alimenter les ateliers de fabrication du coton. L'activité s'accroit encore en 1823, avec l'utilisation de machines à vapeur.
Le dernier moulin est démoli vers 1980.

## Personnalités
- Dugald Stewart, professeur de philosophie à l'université d'Édimbourg, à partir de 1785.
- David Alexander Scott[Qui ?], célèbre alpiniste et protecteur de  la nature, originaire du coin, revient régulièrement en particulier à Mauchline Gorge.[réf. nécessaire]
- Barry Holland[Qui ?], ex-gardien de but du Kilmarnock FC, y habite.

## Catrine d'aujourd'hui

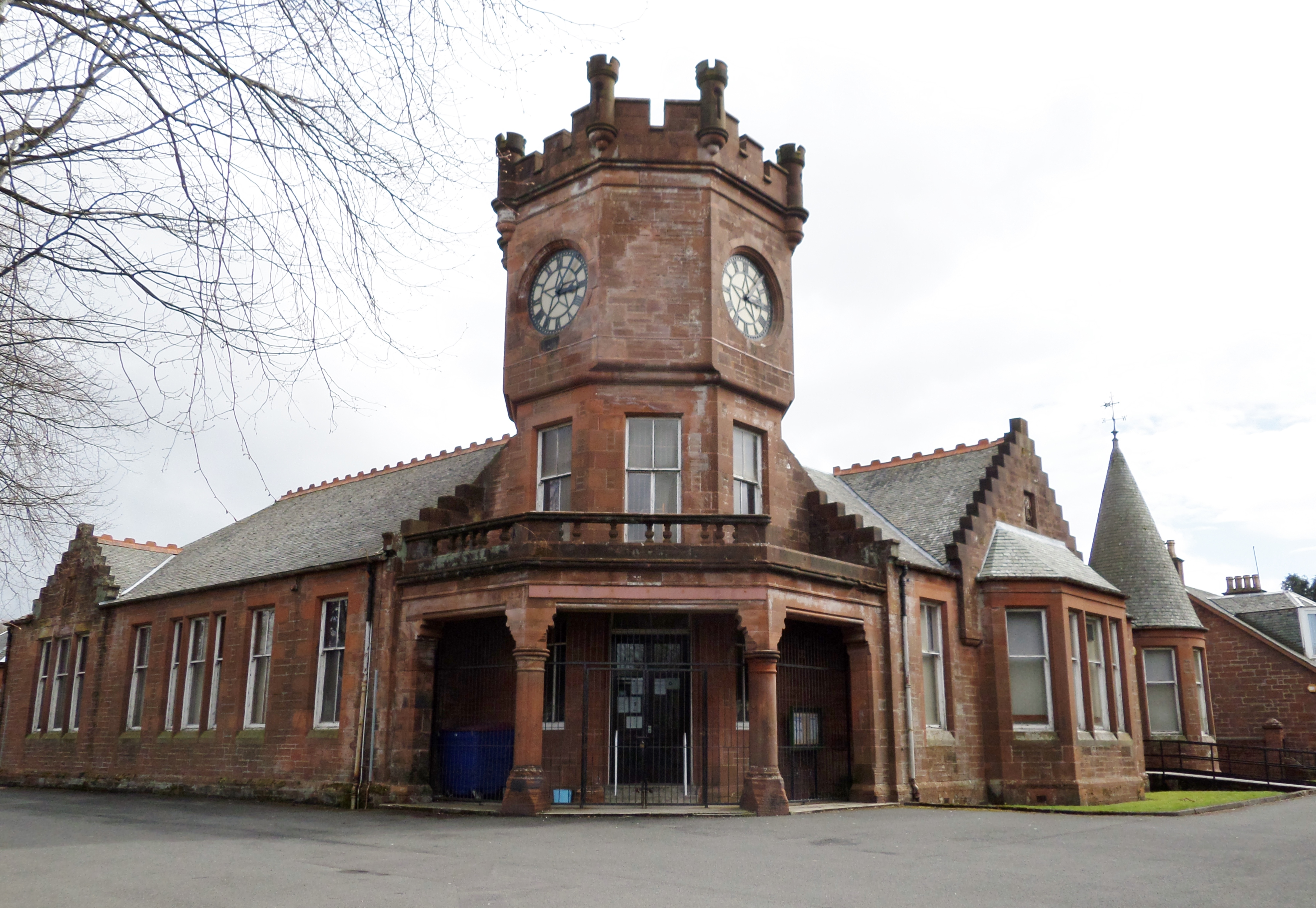
La maison commune.

Catrine est un village pittoresque d'environ 2 500 habitants.
Le site des anciens ateliers de Messrs Finlay & Co. est maintenant utilisé par « Glen Catrine Bond » qui met en bouteilles whisky et vodka et les commercialise sous différentes marques.
En 2006, les « Catrine Voes » (réserves d'eau des premiers ateliers de fabrication de coton), le « Radical Brae » et le « Chapel Brae » sont classés en réserve naturelle.